# Clubiona bidactylina
Espèce
Clubiona bidactylina est une espèce d'araignées aranéomorphes de la famille des Clubionidae.

## Distribution
Cette espèce est endémique du Tibet en Chine,. Elle se rencontre dans le xian de Zayü.

## Description
Le mâle holotype mesure 4,11 mm et les femelles de 4,71 à 4,79 mm.

## Systématique et taxinomie
Cette espèce a été décrite par Wu, Chen et Zhang en 2023.

## Publication originale
- Wu, Chen & Zhang, 2023 : « Three new species of the Clubiona corticalis group (Araneae, Clubionidae) from China. » ZooKeys, vol. 1157, p. 163-176 (texte intégral).